# Sphecodes howardi
Sphecodes howardi är en biart som beskrevs av Cockerell 1922. Sphecodes howardi ingår i släktet blodbin, och familjen vägbin. Inga underarter finns listade i Catalogue of Life.